# Carlos Baca
Carlos Baca (24 de julio de 1951) es un orientador naturista, yogui y antiguo periodista de rock mexicano. Creador de los personajes ficticios “Avandarito” y "Ecologito", su nombre esta fuertemente vinculado con el movimiento contracultural de los 70's llamado “La Onda”, y actualmente con el Naturismo y la Ecología.

## Infancia y Estudios
Carlos Eduardo Baca Delgado nace el 24 de julio de 1951 en la Ciudad de México. Desde su infancia se sintió fuertemente atraído hacia la naturaleza realizando paseos muy extensos por el bosque de Chapultepec.
En el 1969 ingresa en la Gran Fraternidad Universal, estudiando por años Yoga y nutrición vegetariana.

## Vida en comuna,AvándaroyLa Onda
En 1968 fue invitado a colaborar en la revista México Canta como columnista y hacia 1969 fue designado como su director. Así mismo fue invitado como colaborador por la revista POP, escribiendo sendos artículos sobre ecología y entrevistas a músicos de talla internacional como Juan Gabriel, Peace & Love, Ravi Shankar, Love Army, Jim Morrison, Joan Manuel Serrat, Janis Joplin, entre otros.
En 1971, junto a otras figures de La Onda como Mayita Campos, Margarita Bauche y el actor José Roberto Hill fundan la comuna La Nueva Familia en San Lorenzo Acopilco, en las afueras de la Ciudad de México. La comuna hippie fue notable por su producción de panes y cereales llegando a crear un mercado en la citada ciudad.
En septiembre del mismo año se desplaza hacia Valle de Bravo para hacer un gran reportaje de primera mano sobre el Festival Rock y Ruedas de Avándaro, pero ya que era altamente estimado y reconocido por sus colegas y los jipitecas, fue persuadido por Armando Molina, el coordinador de música del festival, a inaugurar el mismo con una charla de ecología y una sesión masiva de yoga, siendo Baca el primer acto de facto del festival.
En tiempos posteriores del festival Baca realizó la tira cómica "Aliviane a la Madre Tierra" con su icónico personaje "Avandarito" incluida en la revista POP del 1971 al 1973.

## Orientador Naturista
Hacia el 1974 con la caída a nivel mundial del movimiento hippie, los miembros de la comuna se dispersaron cada uno continuando con sus carreras y Carlos Baca se enfoca en continuar su especialización en temas de la ecología, nutrición y medicina alternativa, publicando su libro Nutrición Natural al Alcance de Todos en 1976, dando inicio así a una carrera como conferencista y empresario de temas naturistas, consecuentemente creando el ALECOS, una asociación destinada a promover la vida saludable, vegetarianismo y medicina alternativa.

## Legado
Sus textos y críticas sobre la contracultura son citados o reimpresos en su totalidad en libros alusivos al tema.
Fue invitado a la ocasión del 40 aniversario del festival de Avándaro donde Armando Molina hizo la presentación de las "Estrellas de Avandaro", evento que tuvo cobertura por la revista Rolling Stone y el periódico El Universal.

## Literatura
- Aliviane a la Madre Tierra. Tira cómica por Carlos Baca, revista POP, México 1971-1973.
- Nutrición Natural al Alcance de Todos. por Carlos Baca, ilustrado por Efrén Maldonado. Editorial Posada, México 1976.
- Manual Naturista Para Vivir Saludable y Feliz, Una Guía Completa de 176 Afecciones y Enfermedades por Carlos Baca, Club Naturista Alecos, 37 ediciones de 2000 a la fecha.

## Filmografía
- Las glorias de Avandaro. Documental por Arturo Lara Lozano, Carlos Cruz, Manuel Martínez, Ángel Velázquez y Arnulfo Martínez y Torres, México 2005.
- Bajo el sol y frente a Dios. Documental por Arturo Lara Lozano, México 2011

## Lecturas recomendadas
- Refried Elvis: The rise of the Mexican counterculture. Eric Zolov. University of California Press, Estados Unidos 1999.
- Avandaro: Una Leyenda. Juan Jiménez Izquierdo. ERIDU Producciones, México 2011.

- Refried Elvis: Libro sobre la contracultura Mexicana, escrito por Eric Zolov, disponible para uso no comercial por la University of California Press.
- Piedra Rodante. Completa colección de la revista de La Onda en PDF disponible para fines académicos por la Stony Brook University.
- Programa especial "El observador": 40 años de Avándaro, Parte 1. Primera parte del programa realizado por Televisión Metropolitana S.A. de C.V.-Canal 22. Consejo Nacional para la Cultura y las Artes, 2013.
- Programa especial "El observador": 40 años de Avándaro, Parte 2. Segunda parte del programa realizado por Televisión Metropolitana S.A. de C.V.-Canal 22. Consejo Nacional para la Cultura y las Artes, 2013.
- Bajo el sol y frente a Dios: Entrevista a Carlos Baca. Documental por Arturo Lara Lozano,, México 2011.
- Las glorias de Avandaro. Documental por Arturo Lara Lozano, Carlos Cruz, Manuel Martínez, Ángel Velázquez y Arnulfo Martínez y Torres, México 2005.
- Carlos Baca's Official Website Archivado el 28 de noviembre de 2014 en Wayback Machine.. Página oficial de Carlos Baca.

- Datos: Q18643963